# Edwin Hodge
Edwin Hodge (26 janvier 1985 en Caroline du Nord) est un acteur américain.

## Biographie
Edwin Martel Basil Hodge est le frère de l'acteur Aldis Hodge.
Le 18 juillet, il est annoncé qu'il rejoint la distribution principale de FBI : Most Wanted à partir de la saison 4 en remplacement de Miguel Gomez.

## Filmographie partielle

### Cinéma
- 1995 : Une journée en enfer (Die Hard with a Vengeance) : l'ami de Dexter
- 1996 : Au revoir à jamais (The Long Kiss Goodnight) de Renny Harlin : Todd Henessey
- 2000 : Big Mamma (Big Momma's House) :  Basketball Teen #1
- 2006 : Tous les garçons aiment Mandy Lane : Bird
- 2011 : Une soirée d'enfer (Take Me Home Tonight) : Bryce
- 2012 : L'Aube rouge (Red Dawn) : Danny
- 2013 : American Nightmare de James DeMonaco : La victime du Gang Masqué
- 2014 : American Nightmare 2 de James DeMonaco : Dante Bishop
- 2014 : Catacombes de John Erick Dowdle : Benji
- 2016 : American Nightmare 3 : Élections de James DeMonaco : Dante Bishop
- 2021 : The Tomorrow War de Chris McKay

### Télévision
- 1997 : Shadow Zone : My Teacher Ate My homework (en) : Cody
- 2005 : Cold Case (Saving Patrick Bubley) : Vaughn Bubley âgé de 18 ans
- 2006 : Grey's Anatomy (Let the Angels Commit) : Greg Stanton
- 2009 : Heroes (Chapter Ten '1961') : jeune Charles Deveaux
- 2009 : Bones : (The Beaver in the Otter) : Robert Hopper
- 2010 : Les Experts : Miami : James Reed
- 2010 : Leverage (The Jailhouse Job) : Billy Epping
- 2010 : Les Frères Scott : Will Bennett
- 2011 : Mentalist (Fugue in Red) : Toby Rawlins
- 2012 : Private Practice (The Standing eight court) : Aaron
- 2012 : NCIS : Enquêtes spéciales (Namesake) : Bodie
- 2012 : Rizzoli et Isles (Love the way you lie) : Quentin Morris
- 2012 - 2013 : Cougar Town : Wade (7 épisodes)
- 2013 : NCIS : Los Angeles (Red) : Kai Ashe[1]
- 2014 - 2015 : Chicago Fire : Pompier Rick Newhouse (saisons 2 et 3)
- 2017 : Six : Robert Chase
- 2022-2025 : FBI: Most Wanted : Ray Cannon (depuis la saison 4)

## Distinctions
- Il est primé en 1998 pour le Young Artist Award de la meilleure prestation dans une série télévisée pour son rôle dans Shadow Zone : My Teacher Ate My homework (en)[2]